# Limassol
Limassol (en grec Λεμεσός / Lemesós, en turc Limasol ou Leymosun), autrefois appelée « Némosie », est la deuxième ville la plus importante de Chypre avec une population de 228 000 habitants (2010). La ville est située sur la baie d'Akrotiri, sur la côte sud de l'île et elle est la capitale du district de Limassol. Elle s'étend entre les deux anciennes cités-royaumes d'Amathonte, à l'est et de Kourion, à l'ouest.

## Géographie
Limassol est le plus grand port de commerce de transit de la Méditerranée[réf. nécessaire]. Il est également devenu l'un des plus importants du tourisme et des services de la région. Limassol est réputée pour sa tradition culturelle, et est le foyer de l'Institut de technologie de Chypre. Un large éventail d'activités et un certain nombre de musées et sites archéologiques sont à la disposition des visiteurs. Par conséquent Limassol attire un large éventail de touristes, pour la plupart au cours d'une saison d'été étendue; ils sont logés dans un large choix d'hôtels et d'appartements. Il y est également prévu de construire un grand port.
Limassol a été construite entre deux villes anciennes, Amathonte et Kourion, alors sous domination byzantine; elle fut connue sous le nom de Neapolis (ville nouvelle).
Ses abords occidentaux sont bordés par le territoire britannique et souverain de la base d'Akrotiri.
Depuis l'occupation turque du nord de l'île, la ville a considérablement grandi du fait de l'arrivée de réfugiés. Le port de Famagouste étant situé en zone occupée, celui de Limassol est devenu le plus important de la république de Chypre.

## Histoire
Limassol a probablement été construite après qu'Amathus a été ruinée[réf. nécessaire]. Toutefois, le site a été habité depuis des temps très anciens. Des sépultures qui s'y trouvent remontent au IIe millénaire av. J.-C. et d'autres remontent au VIIIe siècle et IVe siècle av. J.-C. Ces quelques vestiges montrent que la colonie qui doit y avoir existé n'a pas réussi à se développer et à prospérer. Les écrivains antiques ne mentionnent rien sur la fondation de la ville.
Selon le Concile de Chalcédoine de 451, l'évêque local ainsi que les évêques d'Amathonte et d'Arsinoé ont participé à la fondation de la ville, qui était alors connue sous le nom de Theodosiana et de Neapolis. Mgr Leontios de Neapolis est un écrivain important de l'Église au VIIe siècle. Les archives du 7e synode (787) se réfèrent à lui comme étant à la tête d'un évêché. La ville était connue sous le nom Nemesos au Xe siècle, Constantin VII Porphyrogénète se réfère à la ville par ce nom.
L'histoire de Limassol est mieux connue après les événements de 1191 qui mettent fin à la domination byzantine de Chypre. Le roi d'Angleterre, Richard Cœur de Lion, participe alors à la croisade de Terre sainte en 1191. Sa fiancée Bérengère et sa sœur (reine de Sicile) font aussi partie du voyage, mais sur un navire différent. Leur bateau doit s'abriter à Limassol en raison d'une tempête. Isaac Doukas Comnène, gouverneur byzantin de Chypre, se montre impitoyable, car il déteste les Latins. Il invite les reines à terre, dans l'intention de les retenir comme otages, mais elles refusent sagement. Il leur refuse alors l'accès à l'eau douce et elles doivent prendre la mer pour ne pas être capturées.
Quand Richard arrive à Limassol pour rencontrer le gouverneur, afin de lui demander de participer à la croisade pour libérer les lieux saints, Isaac, qui avait pourtant donné son accord au début, refuse de fournir de l'aide. Richard le chasse alors de Chypre, qui est conquise par les Anglais. Il y fait célébrer son mariage avec Bérengère, qui reçoit la couronne de reine d'Angleterre. La période byzantine prend ainsi fin après des siècles. Richard détruit Amathonte qui représentait un certain danger et les habitants sont transférés à Limassol.
Un an plus tard, en 1192, Chypre est vendue aux Templiers, moines et guerriers dont le but était la protection du Saint-Sépulcre à Jérusalem. L'Ordre fait lever des impôts élevés, afin de récupérer l'argent qui avait servi à l'achat de Chypre, provoquant la révolte des Chypriotes.
Finalement, un nouvel acquéreur en prend possession: Guy de Lusignan, Franc catholique. Chypre devient donc le domaine de la dynastie franque des Lusignan qui y fondent le nouveau royaume de Chypre.
Pendant une période d'environ trois siècles, de 1192 à 1489, Limassol connaît une prospérité remarquable. Chypre se caractérise par son grand nombre d'évêques latins, jusqu'à l'occupation de Chypre par les Ottomans en 1570.
L'installation de nombre de marchands à Chypre et en particulier à Limassol au XIIIe siècle conduit à la prospérité de ses habitants. Son port de commerce et de transport a contribué grandement au développement financier et culturel de la ville.

### Les prétentions deFrédéric II
L'empereur romain Frédéric II, poussé par les Templiers de Chypre qui étaient ennemis d'Ibelin, débarque à Limassol dont il s'empare en 1228. Il convoque immédiatement Jean d'Ibelin, afin de discuter de la manière de lutter contre les musulmans. Ibelin refusant de coopérer, Frédéric n'a d'autre choix que de le laisser aller, et il s'empare, outre de Limassol, d'autres villes. Il nomme son propre gouverneur, puis quitte Chypre. L'armée de Frédéric II finit par être battue par les Francs à la bataille de 1229, qui a lieu à Agirta, village de la région de Kyrenia. Jean d'Ibelin est à la tête des Francs et après cette victoire Frédéric abandonne toute prétention sur l'île.

### Les attaques égyptiennes
Le port de Limassol étant devenu au fil des siècles un refuge pour les pirates qui pillent en Méditerranée orientale, les Mamelouks d'Égypte dévastent et brûlent Limassol en 1424.
Un an plus tard, ils envahissent toute l'île de Chypre, cette fois avec plus de soldats. Ils pillent Famagouste et Larnaca. Les Mamelouks causent des destructions encore plus grandes à Limassol et en d'autres lieux en 1426. Janus de Chypre, roi de l'île, est défait à Chirokitia et envoyé au Caire, comme prisonnier.
Chypre est vendue en 1489 à Venise par la reine chypriote Catherine Cornaro. Les Vénitiens, qui sont alors les représentants de la puissance commerciale la plus prospère de Méditerranée orientale, mettent en place une exploitation systématique des ressources agricoles du pays, et lèvent aussi des impôts, notamment sur le trafic maritime. Ils détruisent le château de Limassol.

### Les invasions ottomanes
L'Empire ottoman envahit et occupe Chypre en 1570-1571, chassant les Vénitiens. Limassol est conquise en juillet 1570 sans aucune résistance. C'est le début d'une invasion de peuplement qui dure jusqu'à aujourd'hui. Les chrétiens sont obligés de vivre dans de petites maisons de faible hauteur, et l'entrée de la maison doit les obliger à se pencher et se plier, en signe de soumission. D'autres sources mettent plutôt en avant la nécessité de se défendre des Turcs et de les empêcher d'entrer dans les maisons à cheval. Grecs et Turcs vivent alors dans des quartiers distincts.
L'église orthodoxe joue, comme dans tous les pays alors soumis au joug ottoman (Grèce, pourtour de la mer Noire, Balkans) un rôle important dans l'identité nationale et l'éducation, surtout pendant la période 1754-1821. Durant ces années, de nouvelles écoles sont créées dans toutes les villes, une nouvelle génération d'intellectuels grecs apprenait et enseignait l'histoire grecque, turque et française.

### La domination britannique
La couronne britannique, alors que le pouvoir ottoman montre des signes de faiblesse, surtout depuis San Stefano, s'empare de Chypre en 1878, refusant à tout autre pays (notamment la France) la suprématie maritime en Méditerranée. Le premier gouverneur britannique de Limassol est le colonel Warren. Il montre dès les premiers jours un intérêt particulier envers Limassol et contribue à faire assainir et restaurer la ville, nettoyer les rues et les routes, éloigner le bétail du centre-ville, planter des arbres et construire des quais pour le chargement et le déchargement des navires. L'éclairage des quartiers du centre est installé dans les années 1880 et l'électricité remplace finalement les vieilles lanternes en 1912.
Dans les toutes premières années de l'occupation britannique, un bureau de poste, un bureau de télégraphe et un hôpital sont ouverts. À partir de 1880, la première presse à imprimer fonctionne et permet la diffusion des journaux Alithia et Anagennisis en 1897, à la même époque que le journal Salpinx.
On construit les premiers hôtels à la fin du XIXe siècle.
Ces changements amenés par les Britanniques contribuent à la vie intellectuelle et artistique. Des écoles, des théâtres, des clubs, des galeries d'art, des salles de musique, des sociétés sportives, ainsi que les premiers clubs de football apparaissent au tournant du XIXe et du XXe siècle, donnant ainsi de l'importance à Limassol.
C'est au début des années 1920 que sont fondés les premiers groupes marxistes de Chypre et en 1926, le Parti communiste de Chypre. Son successeur, l'AKEL, remporte les premières élections municipales libres en 1943.

## Climat
| Mois                     | jan. | fév. | mars | avril | mai | juin | jui. | août | sep. | oct. | nov. | déc. | année |
| ------------------------ | ---- | ---- | ---- | ----- | --- | ---- | ---- | ---- | ---- | ---- | ---- | ---- | ----- |
| Température moyenne (°C) | 12   | 12   | 14   | 17    | 20  | 23   | 26   | 26   | 25   | 22   | 17   | 13   | 19    |

## Économie
Le développement du tourisme à Limassol a commencé après 1974, lorsque les Turcs ont occupé Famagouste et Kyrenia, zones touristiques de Chypre. Limassol a beaucoup de plages, adaptées pour le bronzage et la natation.
Limassol est la base de nombreux producteurs de vin de l'île, desservant les régions viticoles du versant sud des montagnes de Troodos (dont la plus célèbre est le Commandaria). Les vins et les eaux de vie qui sont produits par les raisins qui poussent dans les campagnes, sont d'excellente qualité. Ils ont remporté plusieurs prix dans des expositions internationales. Il y a une consommation considérable de produits vinicoles à Chypre par les habitants et les visiteurs étrangers. De grandes quantités sont exportées vers l'Europe.
La ville de Limassol est le plus grand centre industriel de la province. Il y a environ 350 unités industrielles dont 90 consacrées aux marchandises. Ces industries concernent la couture, les meubles, les chaussures, les boissons, les produits alimentaires, des estampes, l'industrie des métaux, les appareils électriques, les articles en plastique ainsi que de nombreuses autres industries.
Limassol est un centre commercial important de Chypre. Cela est dû à la présence de la souveraineté du Royaume-Uni à Episkopi et Akrotiri, et au déplacement de la population à Limassol après l'invasion turque de 1974. Les marchés commerciaux sont rassemblés dans le centre de la ville et dans la zone touristique le long de la côte qui commence à partir du vieux port. La plupart des hôtels, des restaurants, des confiseries, des discothèques et lieux de divertissement en général, se trouvent dans cette zone.
Limassol a deux ports, communément appelés le «vieux» port et le «nouveau» port. Le nouveau port a le plus de marchandises et de passagers grâce à la fluidité de la circulation et il est le plus grand port dans la partie libre de Chypre. Le vieux port est un brise-lames de 250 mètres de long et il est seulement capable de recevoir trois petits navires à la fois. Il est donc normalement utilisé par les bateaux de pêche. Le nouveau port a onze mètres de profondeur et a un brise-lames de 1 300 mètres de long. Il est capable de recevoir une dizaine de navires selon leur taille. Les exportations de raisins, vins, caroubiers, d'agrumes et les importations de céréales, de véhicules, machines, textiles, médicaments, engrais, de fer, etc. sont acheminées par ce port.
Limassol commence à travailler à un projet de construction d'une nouvelle marina, conçue par l'architecte Saveiros Vrahimis. Le nouveau port de plaisance sera situé à l'ouest du château, entre les anciens et les nouveaux ports. Ce nouveau développement sera un grand pas pour la ville de Limassol, en introduisant une nouvelle fonctionnalité du tourisme à Chypre et en attirant les yachts de l'étranger.
La construction achevée en 2011 doit accueillir 1 000 bateaux. En outre, elle fournira de grandes facilités pour des repas au restaurant, pour l'hébergement et les conférences d'affaires.

## Lieux et monuments
- Le château médiéval est l'un des neuf châteaux de Chypre. Il a été construit par les Byzantins autour de l'an 1000. C'est vers la même époque qu'une chapelle a également été construite. Richard Cœur de Lion est censé y avoir épousé la princesse Bérengère de Navarre après que son navire a accosté à proximité en 1191, lors de la troisième croisade, en route pour la Terre Sainte. Le château a servi de prison, entre 1790 et 1950.

Il sert maintenant de musée médiéval. La collection que le musée offre couvre la période allant de 400 à 1870. Le visiteur peut voir de nombreuses expositions: canons, gravures sur bois des XVIIe et XVIIIe siècles, peintures et pierres tombales, statues, armures, pièces de monnaie, objets métalliques et de poterie, verres et marbres.
- Le musée archéologique offre une collection très intéressante d'antiquités trouvées dans le district de Limassol, datant de l'âge néolithique à la période romaine. Certaines des découvertes archéologiques consistent en des haches en pierre du néolithique et chalcolithique, en poteries et objets de la ville antique de Curium et d'Amathonte, ainsi que des bijoux en or, monnaies, sculptures, colonnes, vases, boucles d'oreilles, bagues, colliers, statues de marbre, etc
- Le Musée d'art populaire offre une très intéressante collection d'art folklorique chypriote des deux derniers siècles. Certains des objets les plus fascinants de la collection sont des costumes nationaux, des tapisseries, des broderies, des coffres en bois, des gilets, des vestes pour hommes, des colliers, une variété de vêtements légers, des costumes de ville.

Le musée a été créé en 1985. Plus de 500 expositions sont abritées dans ses six salles. Le musée a reçu le prix Europa Nostra en 1989. Ici, le visiteur peut étudier la culture chypriote à travers les expositions d'objets manufacturés.
- Le jardin public est situé sur la route côtière. Il fournit une grande variété de la végétation locale : eucalyptus, pins et cyprès. Dans ce magnifique environnement, de nombreux visiteurs peuvent se promener et se divertir. À l'intérieur du jardin, se trouve un petit zoo. Là, le visiteur peut voir des chevreuils, mouflons, autruches, faisans, tigres, lions, singes, vautours, pélicans entre autres. Le musée d'histoire naturelle jouxte le zoo.
- Zakáki, un quartier de ville.
- Rue Agiou Andreou, une rue piétonnière
- Le vieux port
- Le parc des sculptures

## Festival
Limassol est célèbre pour ses festivals, comme le Carnaval et le festival du vin. Le  Carnaval dure dix jours. Cette coutume est très ancienne, remontant à des rituels païens. Avec le passage du temps, il a acquis un caractère purement divertissant, avec un grand défilé populaire. La fête commence avec le défilé du roi carnaval, suivi d'un concours costumé pour les enfants.
Pendant le défilé du carnaval dans les rues principales, la foule se rassemble pour regarder les groupes masqués. De nombreux bals costumés et des soirées se déroulent dans les hôtels tous les soirs.
Au cours du premier quart de septembre, le grand Festival du vin de Limassol a lieu dans le jardin municipal de la ville, tous les soirs entre 20 h et 23 h. Durant le festival, le visiteur a la chance de déguster quelques-uns des meilleurs vins de Chypre, qui sont offerts gratuitement. Certains soirs, des groupes différents en provenance de Chypre et de l'étranger effectuent des danses folkloriques accompagnés par des chorales.

## Sports
AEL Limassol et Apollon Limassol Football Club sont les deux principaux clubs de sport  de la ville, ils pratiquent le football, le basket-ball et de volley principalement.
Le stade de football de Limassol est le Tsirion, avec une capacité de 16 000 places. Il accueille les trois équipes de football de Limassol et dans le passé, il a accueilli l'équipe nationale de Chypre. Il a été également utilisé pour l'athlétisme.
Il existe différents stades pour d'autres sports à Limassol. Le stade de basket-ball Apollon Limassol, a accueilli en 2003 la  Final Four de la FIBA. Les deux équipes de basket-ball de Limassol ont participé et AEL est devenu le premier sport d'équipe chypriote à remporter un trophée européen. En 2006, Limassol a accueilli la FIBA Europe All Star Game.
C'est autour de Limassol, que se déroule le Rallye de Chypre comptant pour le Championnat du monde des rallyes.
Il existe également une équipe de handball professionnel, APEN Agiou Athanasiou ainsi qu'une de rugby, les croisés de Limassol.
Un marathon annuel a lieu chaque année, le Marathon International de Limassol.
En octobre 2019, Limassol accueille les championnats du monde masters de sambo au centre athlétique Spyros Kyprianou (en)

## Personnalités nées à Limassol
- Márcos Baghdatís, joueur de tennis né en 1985.
- Michael Cacoyannis, réalisateur et metteur en scène, né en 1922.
- Constantínos Christophórou, chanteur, né en 1977.
- Spýros Kyprianoú, homme politique, né en 1932.
- Márkos Kyprianoú, homme politique, né en 1960.
- Sotíris Moustákas, acteur, né en 1940
- Costas Philippou, combattant art martiaux mixte, né en 1979
- Ioánnis Frangoúdis, champion olympique de tir en 1896.
- Stelarc, artiste corporel
- Evrydíki, chanteuse, née en 1968.
- Kyriákos Ioánnou, vice-champion du monde de saut en hauteur en 2009. Médaillé de bronze en 2007.

## Galerie d'images

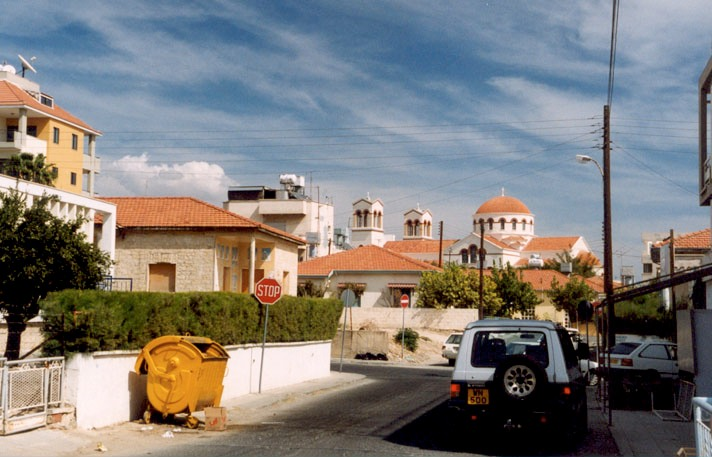
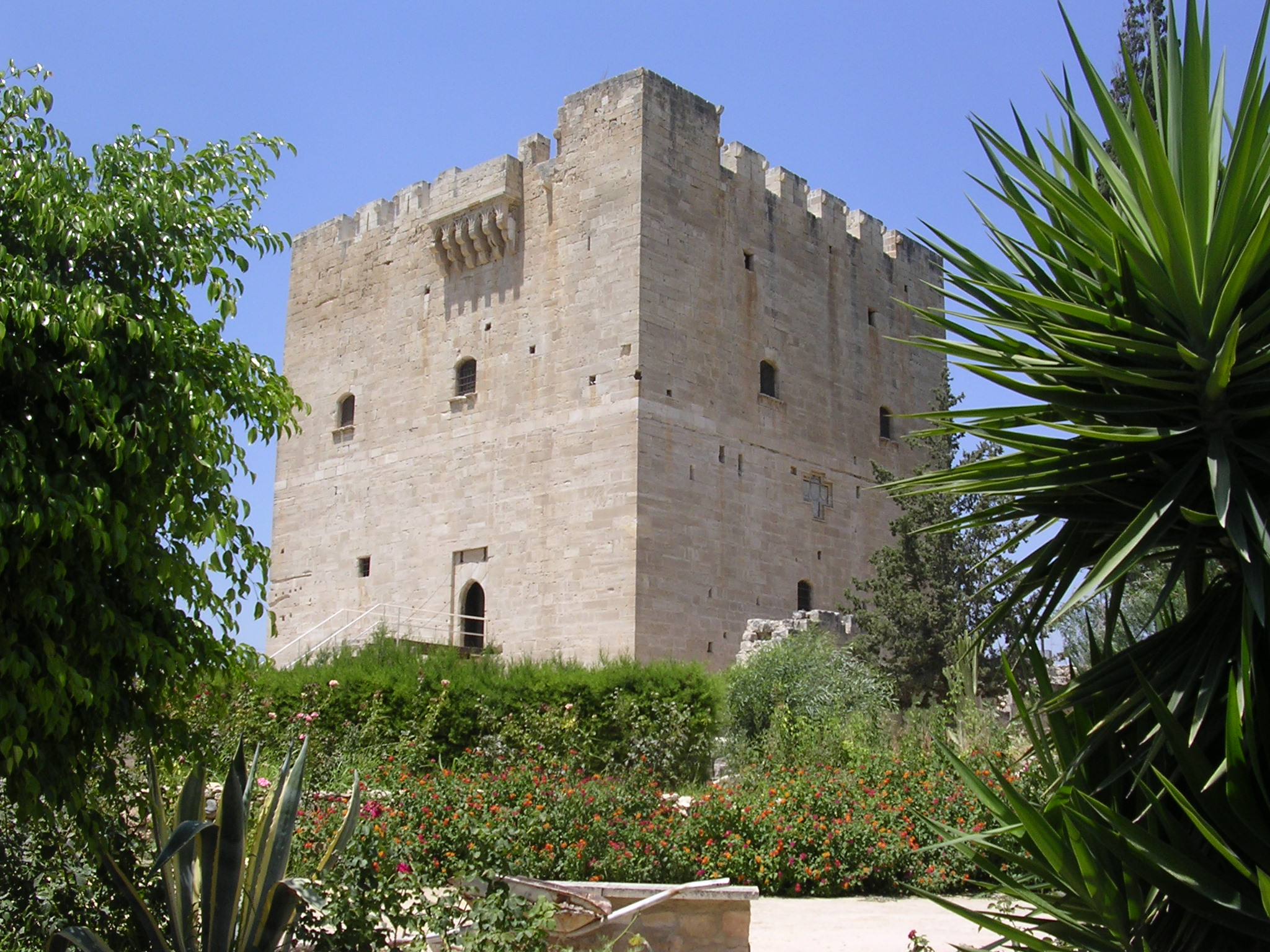
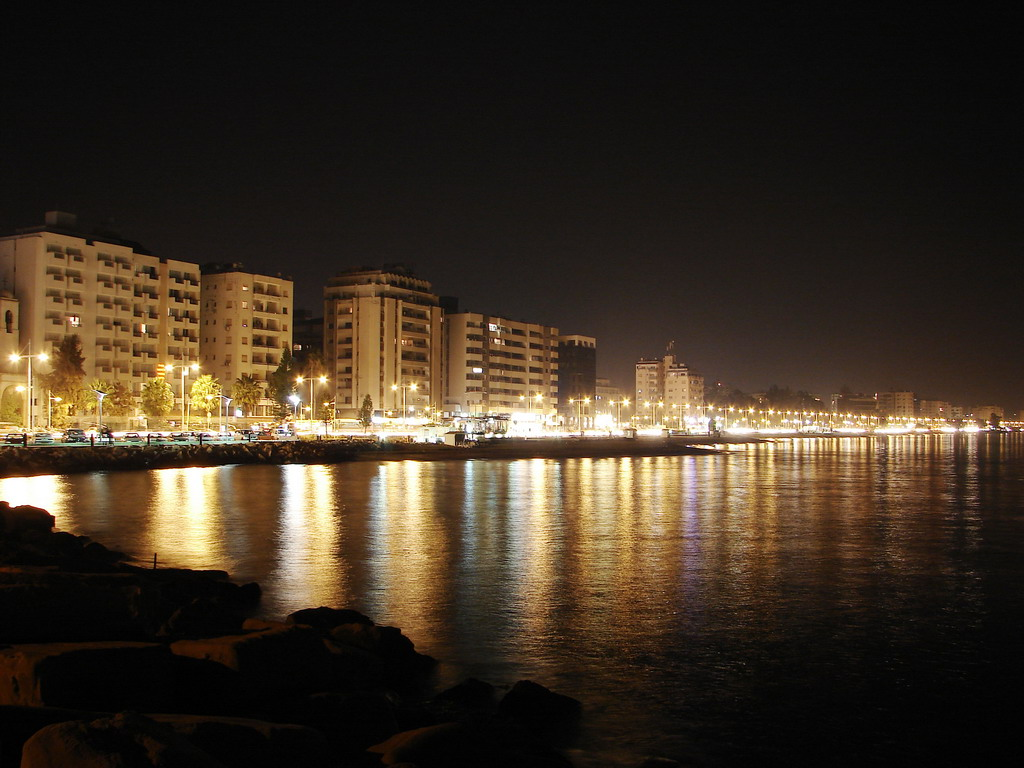
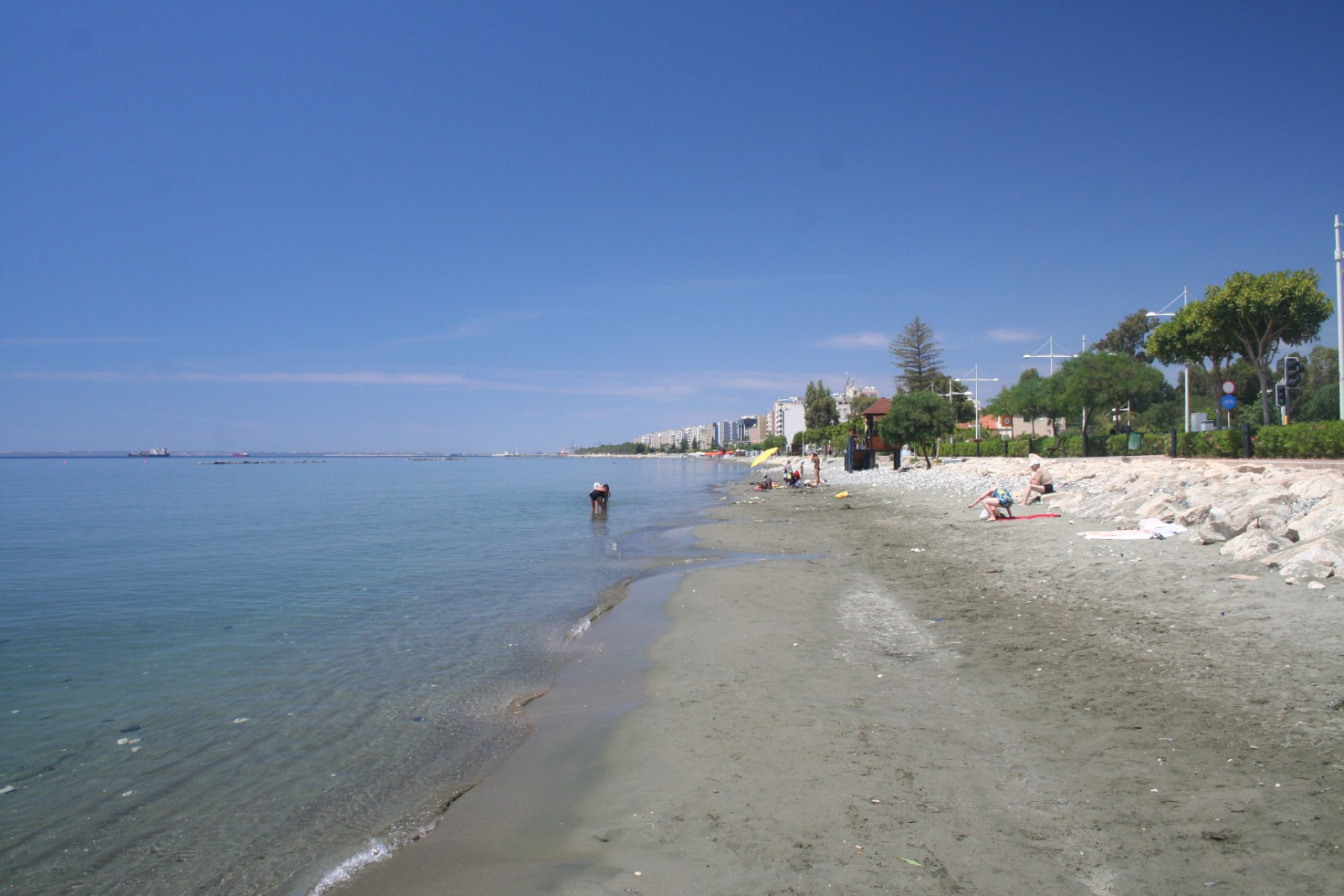
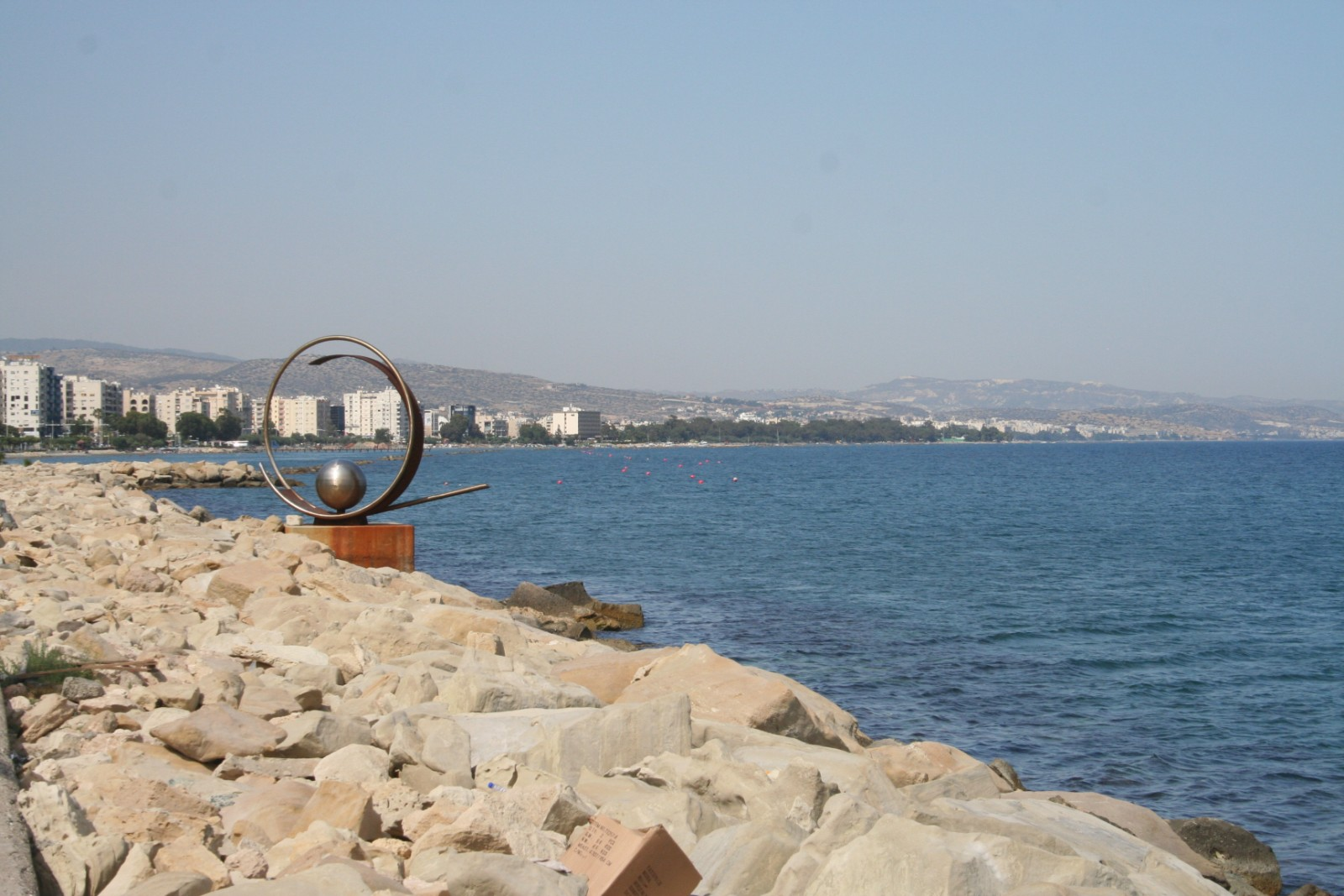

## Jumelages
La ville de Limassol est jumelée avec les villes suivantes.
- Rhodes (Grèce) le 19 juin 1970
- Alexandrie (Égypte) le 25 novembre 1972
- Thessalonique (Grèce) le 30 juin 1984
- Ioannina (Grèce) le 2 juillet 1984
- Héraklion (Grèce) le 25 mars 1989
- Niederkassel (Allemagne) le 29 mars 1989
- Marseille (France) le 3 mai 1992
- Nankin (Chine) le 24 septembre 1992
- Zante (Grèce) le 4 avril 1998
- Haïfa (Israël) le 9 septembre 2000
- Patras (Grèce) le 1er septembre 2001